# Stuor-Muddus
Stuor-Muddus är en sjö i Gällivare kommun i Lappland och ingår i Luleälvens huvudavrinningsområde. Sjön har en area på 2,22 kvadratkilometer och ligger 427 meter över havet. Stuor-Muddus ligger i Muddus Natura 2000-område. Sjön avvattnas av vattendraget Muddusälven (Muddusjåkkå).

## Delavrinningsområde
Stuor-Muddus ingår i det delavrinningsområde (744225-169526) som SMHI kallar för Utloppet av Stuor-Muddus. Medelhöjden är 454 meter över havet och ytan är 13,57 kvadratkilometer. Räknas de 6 avrinningsområdena uppströms in blir den ackumulerade arean 66,64 kvadratkilometer. Muddusälven (Muddusjåkkå) som avvattnar avrinningsområdet har biflödesordning 2, vilket innebär att vattnet flödar genom totalt 2 vattendrag innan det når havet efter 218 kilometer. Avrinningsområdet består mestadels av skog (50 procent) och sankmarker (33 procent). Avrinningsområdet har 2,22 kvadratkilometer vattenytor vilket ger det en sjöprocent på 16,4 procent.